# NHK古典芸能鑑賞会
NHK古典芸能鑑賞会（エヌエイチケイこてんげいのうかんしょうかい）は、1975年より開催されている古典芸能のイベント。

## 概要
1975年からNHKホールで年1回開催されている古典芸能のイベント。古典芸能のさまざまな分野から豪華な顔ぶれが一堂に集い、他では見られない芸の競演を披露する。

## 公演日・放送日時
| 回     | 公演日                        | 司会               | ch                             | 放送日時                         |
| ------ | ----------------------------- | ------------------ | ------------------------------ | -------------------------------- |
| 第1回  | 1975年03月29日                |                    | 総合                           | 1975年03月31日 月曜22:15-23:15   |
| 第1回  | 1975年03月29日                | 総合               | 1975年04月06日 日曜22:15-23:15 |                                  |
| 第2回  | 1976年03月27日                |                    | 総合                           | 1976年04月04日 日曜22:05-23:20   |
| 第3回  | 1977年02月26日                |                    | 総合                           | 1977年03月04日 金曜22:15-23:40   |
| 第3回  | 1977年02月26日                | 総合               | 1977年03月06日 日曜22:05-23:20 |                                  |
| 第4回  | 1978年02月27日                |                    | 総合                           | 1978年03月12日 日曜22:05-23:00   |
| 第4回  | 1978年02月27日                | 教育               | 1978年03月21日 火曜15:00-15:35 |                                  |
| 第5回  | 1979年02月27日                |                    | 総合                           | 1979年03月10日 土曜15:30-16:50   |
| 第5回  | 1979年02月27日                | 教育               | 1979年03月11日 日曜21:00-22:30 |                                  |
| 第6回  | 1980年02月28日                |                    | 総合                           | 1980年03月22日 土曜14:10-15:35   |
| 第6回  | 1980年02月28日                | 教育               | 1980年03月30日 日曜21:00-22:05 |                                  |
| 第7回  | 1981年02月27日                |                    | 総合                           | 1981年03月01日 日曜14:25-16:00   |
| 第7回  | 1981年02月27日                | 教育               | 1981年03月21日 土曜15:30-14:30 |                                  |
| 第8回  | 1982年02月27日                |                    | 教育                           | 1982年03月14日 日曜14:00-15:20   |
| 第8回  | 1982年02月27日                | 総合               | 1982年03月30日 火曜21:40-23:10 |                                  |
| 第9回  | 1983年02月27日                |                    | 教育                           | 1983年03月13日 日曜14:00-15:20   |
| 第9回  | 1983年02月27日                | 総合               | 1983年03月26日 土曜21:40-23:10 |                                  |
| 第10回 | 1984年02月27日                |                    | 教育                           | 1984年03月18日 日曜21:00-22:50   |
| 第10回 | 1984年02月27日                | 総合               | 1984年03月24日 土曜21:40-23:00 |                                  |
| 第11回 | 1985年02月28日                |                    | 総合                           | 1985年03月03日 日曜13:30-15:20   |
| 第11回 | 1985年02月28日                | 教育               | 1985年03月22日 金曜22:00-21:05 |                                  |
| 第12回 | 1986年02月28日                |                    | 教育                           | 1986年03月21日 金曜21:00-22:00   |
| 第12回 | 1986年02月28日                | 総合               | 1986年03月23日 日曜13:35-14:55 |                                  |
| 第12回 | 1986年02月28日                | 教育               | 1986年03月28日 金曜21:00-22:00 |                                  |
| 第13回 | 1987年02月27日                |                    | 総合                           | 1987年03月21日 土曜13:00-15:00   |
| 第13回 | 1987年02月27日                | 教育               | 1987年03月22日 日曜21:00-22:30 |                                  |
| 第14回 | 1988年02月21日                |                    | 教育                           | 1988年03月19日 土曜21:00-22:30   |
| 第14回 | 1988年02月21日                | 総合               | 1988年03月20日 日曜13:50-15:35 |                                  |
| 第15回 | 1989年02月23日                |                    | 教育                           | 1989年03月17日 金曜21:00-22:15   |
| 第15回 | 1989年02月23日                | 総合               | 1989年03月21日 火曜13:00-14:00 |                                  |
| 第16回 | 1990年02月22日                |                    | 教育                           | 1990年03月17日 土曜21:00-22:20   |
| 第16回 | 1990年02月22日                | 総合               | 1990年03月24日 土曜13:50-15:00 |                                  |
| 第17回 | 1991年02月28日                |                    | 教育                           | 1991年03月16日 土曜21:00-22:40   |
| 第17回 | 1991年02月28日                | 教育               | 1991年03月17日 日曜21:00-22:10 |                                  |
| 第18回 | 1992年02月27日                |                    | 教育                           | 1992年03月20日 金曜21:00-21:30   |
| 第18回 | 1992年02月27日                | 教育               | 1992年03月21日 土曜21:00-21:50 |                                  |
| 第18回 | 1992年02月27日                | 教育               | 1992年03月22日 日曜21:00-22:20 |                                  |
| 第19回 | 1993年02月21日                |                    | 教育                           | 1993年03月20日 土曜22:00-21:45   |
| 第19回 | 1993年02月21日                | 教育               | 1993年03月21日 日曜21:00-22:55 |                                  |
| 第20回 | 1993年04月27日                |                    | 教育                           | 1994年03月20日 日曜20:00-21:30   |
| 第20回 | 1993年04月27日                | 教育               | 1994年03月21日 月曜21:00-22:50 |                                  |
| 第21回 | 1995年02月26日 1995年02月27日 |                    | 教育                           | 1995年03月25日 土曜20:00-23:10   |
| 第21回 | 1995年02月26日 1995年02月27日 | 教育               | 1995年03月26日 日曜21:00-23:00 |                                  |
| 第22回 | 1996年                        |                    | 教育                           | 1996年03月23日 土曜20:45-22:15   |
| 第22回 | 1996年                        | 教育               | 1996年03月24日 日曜21:00-22:30 |                                  |
| 第23回 | 1997年02月27日                | 山田亜紀           | 教育                           | 1997年03月15日 土曜21:15-22:45   |
| 第23回 | 1997年02月27日                | 山田亜紀           | 教育                           | 1997年03月16日 日曜21:30-23:00   |
| 第24回 | 1998年02月27日                | 葛西聖司           | 教育                           | 1998年03月29日 日曜21:30-23:00   |
| 第24回 | 1998年02月27日                | 葛西聖司           | 教育                           | 1998年04月05日 日曜21:00-23:00   |
| 第25回 | 1998年05月29日                |                    | 教育                           | 1998年08月02日 日曜21:30-23:00   |
| 第25回 | 1998年05月29日                | 教育               | 1998年08月09日 日曜21:00-23:00 |                                  |
| 第26回 | 1999年05月27日                |                    | 教育                           | 1999年08月01日 日曜21:45-24:55   |
| 第27回 | 2000年                        | 葛西聖司           | 教育                           | 2000年08月06日 日曜21:00-24:30   |
| 第28回 | 2001年05月28日                |                    | 教育                           | 2001年08月19日 日曜21:35-24:20   |
| 第29回 | 2002年05月29日                | 古谷敏郎           | 教育                           | 2002年08月18日 日曜21:00-24:40   |
| 第30回 | 2003年05月29日                | 古谷敏郎           | 教育                           | 2003年08月24日 日曜21:00-24:20   |
| 第31回 | 2004年                        | 古谷敏郎           | 教育                           | 2004年08月22日 日曜21:00-25:00   |
| 第32回 | 2005年                        | 古谷敏郎           | 教育                           | 2005年08月28日 日曜21:00-24:05   |
| 第33回 | 2006年                        | 中川緑             | 教育                           | 2006年12月03日 日曜21:00-24:20   |
| 第34回 | 2007年10月28日                | 中川緑、林家いっ平 | 教育                           | 2007年12月07日 金曜22:25:24:40   |
| 第35回 | 2008年10月27日                | 中川緑、林家いっ平 | 教育                           | 2008年12月05日 金曜22:30-24:35   |
| 第36回 | 2009年11月28日                | 片山千恵子         | 教育                           | 2009年12月25日 金曜22:30-25:30   |
| 第37回 | 2010年10月28日                | 古谷敏郎           | 教育                           | 2010年12月17日 金曜23:00-26:05   |
| 第38回 | 2011年10月28日                | 古谷敏郎           | Eテレ                          | 2011年12月10日 土曜14:00-16:45   |
| 第39回 | 2012年10月28日                |                    | Eテレ                          | 2012年12月29日 土曜14:00-17:00   |
| 第40回 | 2013年10月29日                | 古谷敏郎           | Eテレ                          | 2013年12月21日 土曜14:00-17:00   |
| 第41回 | 2014年10月28日                | 古谷敏郎           | Eテレ                          | 2014年12月20日 土曜14:00-17:00   |
| 第42回 | 2015年10月28日                |                    | Eテレ                          | 2015年12月19日 土曜14：00-16：45 |
| 第43回 | 2016年10月28日                |                    | Eテレ                          | 2016年12月17日 土曜14：00-       |
| 第44回 | 2017年10月28日                |                    | Eテレ                          | 2017年12月16日 土曜14:00-17:00   |
| 第45回 | 2018年9月30日(中止)           |                    | Eテレ                          | 2018年12月8日 土曜14:00-17:00    |
| 第46回 | 2019年9月28日                 |                    | Eテレ                          | 2019年12月7日 土曜14:00-16:50    |
| 第47回 |                               |                    |                                |                                  |

## 演目一覧
第1回（1974年度）
- 筝曲「松竹梅」

初代米川文子
- 舞「松襲」

武原はん
- 舞踊「山姥」

二世西川鯉三郎
- 舞踊「お祭り」

中村勘三郎（十七世）
- 歌舞伎十八番「勧進帳」

尾上松緑（二世）、尾上梅幸（七世）、守田勘弥（十四代目）（死去のため 代役市川海老蔵（十世））、尾上辰之助（初世）、河原崎権十郎（三世）
第2回（1975年度）
- 筝曲「乱輪舌」

中能島欣一、中能島慶子
- 舞「ゆかりの月」

山村たか
- 歌舞伎「土蜘」

尾上松緑（二世）、市村羽左衛門（十七世）、尾上辰之助（初世）、市川門之助（七世）、河原崎権十郎、坂東蓑助（六世）
- 狂言「二人袴」

野村万蔵、野村万之丞（四世）、野村万作、和田喜太郎
- 歌舞伎舞踊「隅田川」

中村歌右衛門（六世）、中村鴈治郎（二世）
第3回（1976年度）
- 長唄「越後獅子」

和歌山富十郎、今藤長十郎、藤舎呂船
- 狂言「素袍落」

茂山千作、茂山千五郎、茂山千之丞
- 地唄舞「雪」

武原はん、富山清琴
- 歌舞伎「仮名手本忠臣蔵」祇園一力茶屋の場

松本幸四郎（八世）、中村芝翫（七世）、中村吉右衛門（二代目）
第4回（1977年度）
- 雅楽「越天楽」

宮内庁式部職楽部
- 歌舞伎「三勝半七艶容女舞衣」酒屋

片岡仁左衛門（十三世）、中村扇雀（二代目）、竹本雛太夫
- 狂言「木六駄」

野村万蔵、三宅藤九郎（九世）
- 新歌舞伎十八番の内「春興鏡獅子」

尾上梅幸（七世）、尾上菊蔵、助高屋小伝次、杵屋巳太郎
第5回（1978年度）
- 筝曲「新さらし」

中能島欣一、中能島慶子
- 舞踊「手習子」

藤間藤子、松島庄三郎、杵屋五三助、田中伝左衛門
- 能楽素囃子「神舞一水波之伝」

藤田大五郎、安福春雄、幸圓次郎、金春惣右衛門
- 狂言「髭櫓」

三宅藤九郎（九世）、野村万作
- 歌舞伎「須磨の写絵」

中村歌右衛門（六世）、中村芝翫（七世）、清元志寿太夫
第6回（1979年度）
- 舞囃子「高砂」

後藤得三、藤田大五郎、安福春雄
- 舞踊長唄「藤娘」

吾妻徳穂 (初代)、松島庄三郎、杵屋勝東治
- 清元「三千歳」

清元志寿太夫、清元一寿郎
- 歌舞伎「俊寛」

中村勘三郎（十七世）、市村羽左衛門（十七世）、中村雀右衛門（四世）、中村吉右衛門（二代目）、市川海老蔵（十世）、河原崎権十郎（三世）
第7回（1980年度）
- 舞楽「太平楽」

宮内庁式部職楽部
- 京舞「雨月」

井上八千代
- 半能「融 笏之舞」

桜間道雄、宝生弥一
- 歌舞伎「一谷嫩軍記 熊谷陣屋」

尾上松緑（二世）、尾上梅幸（七世）、市村羽左衛門（十七世）、中村芝翫（七世）
第8回（1981年度）
- 筝曲「岡康砧」

中能島欣一
- 舞踊「関寺小町」

藤間勘十郎、竹本織大夫
- 狂言「井杭」

三宅藤九郎（九世）、和泉元秀、和泉元彌
- 歌舞伎「摂州合邦辻 合邦庵室の場」

中村歌右衛門（六世）、實川延若（三世）、中村芝翫（七世）
第9回（1982年度）
- 宮園節「鳥辺山」

宮薗千碌、宮園千寿
- 舞踊「文売」

中村芝翫（七世）、清元志寿太夫
- 狂言「鎌腹」

茂山千五郎、茂山千之丞、善竹圭五郎
- 歌舞伎「茨木」

尾上梅幸（七世）、尾上松緑（二世）
第10回（1983年度）
- 舞踊「二人道成寺」

花柳寿輔、高濱流光妙、松島庄三郎、杵屋五三郎、堅田喜三久、竹本米太夫、野澤松三郎
- 狂言「附子」

野村万之丞（四世）、野村万作、野村耕介
- 歌舞伎「新版歌祭文」野崎村

中村勘三郎（十七世）、澤村藤十郎（二代目）、中村時蔵（五代目）、中村勘九郎（五代目）、片岡我童、竹本米太夫
第11回（1984年度）
- 長唄「連獅子」（勝三郎）

今藤長之、今藤政太郎、堅田喜三久
- 舞「都若衆萬歳」

吉村雄輝、宇治うめ、宇治倭文、堅田喜三久
- 舞「ゆき」

武原はん、富山清琴、富山恵美子
- 歌舞伎「菅原伝授手習鑑」寺子屋

市川猿之助（三代目）、中村芝翫（七世）、澤村宗十郎（九世）、實川延若（三世）、竹本葵太夫
第12回（1985年度）
- 筝曲「松竹梅」

宮城喜代子、宮城数江、青木鈴慕
- 舞踊「景清」

藤間藤子
- 舞「鐘が岬」

武原はん、富山清琴
- 能「猩々乱」

観世元正、観世清和、福王茂十郎
- 歌舞伎「廊文章」

片岡仁左衛門（十三世）、中村雀右衛門（四世）
第13回（1986年度）
- 義太夫「寿式三番叟」

竹本織大夫、鶴澤清治
- 舞踊「越後獅子」

西川扇蔵（十世）
- 狂言「花子」

茂山千五郎、茂山千之丞
- 歌舞伎「時今也桔梗旗揚」

武智日向守光秀：中村勘三郎（十七世）
第14回（1987年度）
- 沖縄・組踊「孝行の巻」

島袋光晴、宮城能鳳
- 地唄舞「珠取海女」

山村楽正
- 能「春日龍神」

金剛巌
- 歌舞伎「金閣寺」

中村雀右衛門（四世）、市村羽左衛門（十七世）、中村福助（八代目）
第15回（1988年度）
- 筝曲「千鳥の曲」

初代米川文子
- 地唄舞「寿」

武原はん
- 狂言「舟渡聟」

野村万作
- 歌舞伎十八番「春興鏡獅子」

中村富十郎（五世）
第16回（1989年度）
- 筝曲「御山獅子」

宮城喜代子
- 京舞「山姥」

井上八千代
- 狂言「止動方角」

茂山千五郎
第17回（1990年度）
- 筝曲「桜狩」

中田博之
- 舞「座敷舞道成寺」

吉村雄輝
- 能「殺生石」

観世銕之丞
- 舞踊「扇売高尾」

市川猿之助（三代目）、藤間紫
第18回（1991年度）
- 清元「権八（上）」

清元志寿太夫
- 舞踊「松竹梅」荻江節

武原はん、藤間藤子、吾妻徳穂 (初代)
- 狂言「蝸牛」和泉流

野村万之丞（四世）
- 歌舞伎「勧進帳」

中村吉右衛門（二代目）、中村富十郎（五世）、中村雀右衛門（四世）
第19回（1992年度）
- 狂言「素袍落」大蔵流

茂山千五郎
- 尺八「鹿の遠音」

山田五郎、青木鈴慕
- 歌舞伎「封印切」

中村鴈治郎（三代目）
- 歌舞伎舞踊「京鹿子娘道成寺」

中村芝翫（七世）、芳村五郎治、松島寿三郎、望月太左衛門
第20回（1993年度）
- 舞楽「春庭花」

宮内庁楽部
- 狂言「寝音曲」和泉流

和泉元秀
- 舞踊「乗合船恵方万歳」

花柳寿楽
- 歌舞伎「仮名手本忠臣蔵」祇園一力茶屋の場

市川團十郎（十二世）、中村富十郎（五世）、中村福助（九代目）
第21回（1994年度）
- 能「羽衣」

松本恵雄
- 歌舞伎舞踊「供奴」

中村富十郎（五世）
- 舞踊「常磐の老松」

花柳寿楽
第22回（1995年度）
- 筝曲「千鳥の曲」

砂崎知子
- 舞踊「俄獅子」

猿若吉代
- 狂言「宗論」

茂山千之丞
- 歌舞伎「十種香」

中村芝翫（七世）、中村富十郎（五世）
第23回（1996年度）
- 長唄「石橋」

東音宮田哲男
- 舞踊「子守」

花柳寿南海
- 狂言「靱猿」

茂山千作
- 歌舞伎「与話情浮名横櫛」

尾上菊五郎（七代目）、中村雀右衛門（四世）
第24回（1997年度）
- 筝曲「吾妻獅子」

米川敏子（初代）
- 舞踊「鷺娘」

中村雀右衛門（四世）
- 狂言「萩大名」

大蔵彌右衛門
- 歌舞伎「彦山権現誓助靱」

市川團十郎（十二世）
第25回（1998年度）
- 長唄「廓丹前」

今藤文子、今藤綾子、藤舎せい子
- 半能「井筒」観世流

梅若六郎（五十六世）
- 舞踊「奴道成寺」

西川扇蔵（十世）
- 歌舞伎「源平布引滝 実盛物語」

市村羽左衛門（十七世）、澤村宗十郎（九世）、市川左團次（四代目）
第26回（1999年度）
- 筝曲「長恨歌曲」

山勢司都子、青木鈴慕
- 舞踊「四季三葉草」

高濱流光妙、藤間蘭景、花柳寿南海
- 狂言「悪太郎」和泉流

野村万蔵
- 歌舞伎「鳴神」

中村富十郎（五世）、中村福助（九代目）
第27回（2000年度）
- 歌舞伎「廓文章」

片岡仁左衛門（十三世）、中村鴈治郎（三代目）
- 筝曲「松竹梅」

米川敏子（初代）、青木鈴慕
- 狂言「棒縛」

茂山千作、茂山千五郎
- 舞踊「道行似合女夫丸」

中村雀右衛門（四世）、中村芝翫（七世）
第28回（2001年度）
- 歌舞伎「春興鏡獅子」

中村芝翫（七世）、中村児太郎（六代目）、中村国生
- 舞踊「源太」

坂東三津五郎（十世）
- 狂言「釣針」

野村萬、野村与十郎
- 一中節・筝唄「竹生島」

宇治紫文、宇治文蝶、山勢松韻
第29回（2002年度）
- 歌舞伎「俊寛」

中村吉右衛門（二代目）、市川染五郎（七代目）、中村芝雀（七代目）、中村歌昇（三代目）
- 義太夫「花競四季寿」

竹本朝重、鶴澤友路
- 舞踊「隅田川」

藤間紫、花柳寿楽
- 狂言「武悪」

茂山千作、野村万作、茂山千之丞
第30回（2003年度）
- 手打「廓の賑」

祇園甲部歌舞会
- 筝曲「五段砧」

山勢松韻
- 薩摩琵琶「潯陽江」

山下晴楓
- 地唄「黒髪」

藤井久仁江
- 新内流し「蘭蝶」

鶴賀若狭掾、新内仲三郎
- 文楽「本朝廿四孝」

吉田簑助
- 舞踊「阿国歌舞伎」

花柳寿美、橘芳慧
- 歌舞伎「京鹿子娘道成寺」

中村富十郎（五世）、中村大、東音宮田哲男、杵屋五三郎
第31回（2004年度）
- 筝曲「春の海」

山本邦山、砂崎知子
- 狂言「延命袋」大蔵流

茂山千作、茂山千之丞
- 古代歌舞「五節舞」

東京楽所
- 舞踊 常磐津「雷船頭」

藤間紫
- 三枚続廓賑「お座敷太鼓・へらへら踊り・伊勢木遺」

本條秀太郎
- 歌舞伎「仮名手本忠臣蔵」

尾上菊五郎（七代目）、尾上菊之助（五代目）、四代目尾上松緑、中村東蔵（六代目）
第32回（2005年度）
- 半能「石橋」観世流

関根祥六、宝生閑
- 舞踊「新版酒餅合戦」

花柳寿南海、猿若吉代、藤間洋子
- 三枚続廓賑「新潟みやげ・京の座敷舞・江戸の祭り」

早坂光枝、本橋道、神田福丸
- 歌舞伎 新歌舞伎十八番の内「船弁慶」

中村富十郎（五世）、中村吉右衛門（二代目）、中村梅玉（四代目）
第33回（2006年度）
- 筝曲・河東節掛合「熊野」

山勢松韻、山彦節子
- 京舞「信乃」

井上八千代、竹本綱大夫
- 三枚続廓賑「浅草太鼓・博多みやげ・江戸の粋曲」

神田福丸、早坂光枝
- 歌舞伎 新古演劇十種の内「土蜘」

尾上菊五郎（七代目）、中村時蔵（五代目）、坂東三津五郎（十世）、尾上菊之助（五代目）
第34回（2007年度）
- 義太夫「関寺小町」

竹本住大夫、野澤錦糸、鶴澤清志郎、堅田喜三久、中川善雄
- 狂言「蚊相撲」和泉流

野村萬、野村扇丞、野村万蔵
- 舞踊 上「傾城」下「半田稲荷」長唄囃子連中

坂東三津五郎（十世）
- 歌舞伎「菅原伝授手習鑑」寺子屋

市川團十郎（十二世）、中村魁春（二代目）、中村梅玉（四代目）、中村芝雀（七代目）
第35回（2008年度）
- 箏曲「八重衣」

砂崎知子、富山清琴、米川敏子（二代目）、山本邦山
- 狂言「寝音曲」

茂山千作、茂山千之丞
- 舞踊「吉原雀」長唄囃子連中

西川扇藏（十世）、花柳寿美
- 歌舞伎「心中天網島」河庄

坂田藤十郎（四代目）、中村時蔵（五代目）、片岡我當（五代目）、坂東竹三郎（五代目）、中村虎之介
第36回（2009年度）
- 舞楽「還城楽」

宮内庁式部職楽部　
- 地唄「笹の露」

米川文子（二代目）、富山清琴、山勢松韻、山本邦山
- 舞踊「鷺娘」長唄囃子連中

吾妻徳彌、岡安晃三朗、稀音家祐介、藤舎呂船
- 歌舞伎「梶原平三誉石切」鶴ヶ岡八幡社頭の場

中村吉右衛門（二代目）、中村芝雀（七代目）、中村歌昇（三代目）、中村錦之助（二代目）、中村歌六（五代目）、市川段四郎（四代目）
第37回（2010年度）
- 箏曲「三番叟」

山勢松韻
- 舞踊 長唄・常磐津掛合「奴道成寺」

花柳壽輔、今藤長一郎、杵屋栄八郎、常磐津初勢太夫、常磐津文字蔵、堅田喜三久
- 歌舞伎「源平布引滝 実盛物語」

片岡仁左衛門（十三世）、片岡秀太郎（二代目）、片岡千之助、片岡孝太郎、市川左團次（四代目）
第38回（2011年度）
- 箏曲「楓の花」

米川文子（二代目）
- 舞踊 六歌仙容彩「喜撰」

西川扇藏（十世）、藤間藤太郎、清元志佐雄太夫、清元美治郎、今藤尚之、今藤政太郎、堅田喜三久
- 歌舞伎「彦山権現誓助剱」杉坂墓所 毛谷村

中村吉右衛門（二代目）、中村芝雀（七代目）、中村又五郎（三代目）、中村東蔵（六代目）
第39回（2012年度）
- 箏曲「春の海幻想」

箏：砂崎知子、尺八：三橋貴風
- 舞踊「茨木」長唄囃子連中

花柳壽輔、藤間勘右衛門
- 歌舞伎「艶容女舞衣」酒屋

坂田藤十郎（四代目）、坂東彌十郎、中村虎之介、坂東竹三郎（五代目）、中村扇雀（三代目）
第40回（2013年度）
- 筝曲「松竹梅」

唄と箏：米川文子（二代目）、山勢松韻、唄と三絃：富山清琴、尺八 ：山本邦山
- 狂言「萩大名」

野村萬、野村太一郎、野村万禄　　　　　
- 京舞「お七」文楽座出演

井上八千代、豊竹英大夫、鶴澤燕三、竹澤宗助　
- 歌舞伎「双蝶々曲輪日記」引窓

中村梅玉（四代目）、中村芝雀（七代目）、坂東亀三郎（五代目）、中村歌女之丞、片岡進之介、片岡我當（五代目）
第41回（2014年度）
- 箏曲「根曳の松」

唄と箏：野坂操壽、唄と三絃：砂崎知子、深海さとみ、尺八：善養寺惠介
- 舞踊「連獅子」長唄囃子連中

花柳壽輔、花柳芳次郎
- 歌舞伎「傾城反魂香」土佐将監閑居の場

中村吉右衛門（二代目）、中村芝雀（七代目）、中村歌昇（四代目）、中村歌女之丞、中村又五郎（三代目）、中村歌六（五代目）
第42回（2015年度）
- 箏曲・尺八メドレー「日本の四季」

唄と箏：米川文子、唄と箏：山勢松韻、尺八：川瀬順輔、ほか　日本三曲協会会員　箏曲・尺八演奏家 約100名
- 狂言「朝比奈」大蔵流

山本東次郎、山本 則重
- 歌舞伎　新古演劇十種の内「身替座禅」

尾上菊五郎、河原崎権十郎、中村梅枝、尾上右近、市川左團次
第43回（2016年度）
- 舞楽｢萬歳楽」

宮内庁式部職楽部
- 邦楽と舞踊による「川めぐり日本」

舞踊：西川箕乃助、花柳寿楽、花柳基、藤間蘭黄、山村友五郎、長唄：杵屋直吉、稀音家祐介、長唄：今藤美知、今藤長十郎、大和楽：大和左京、大和櫻笙、地唄：富山清琴、囃子：堅田喜三久
- 歌舞伎「番町皿屋敷」

中村梅玉、中村雀右衛門、市川高麗蔵、中村松江、坂東亀三郎、坂東亀寿、中村隼人、市村橘太郎、嵐橘三郎、中村錦之助、中村東蔵
第44回（2017年度）
【第一部】月に舞う　空に奏でる～人間国宝 至芸競演～
- 舞囃子｢融」

シテ：大槻文藏、地謡：観世銕之丞、笛：藤田六郎兵衛、小鼓：大倉源次郎、大鼓：亀井忠雄、太鼓：観世元伯ほか
- 琉球舞踊「諸屯」

立方：宮城能鳳、歌・三線：城間徳太郎、箏：城間安子、笛：知念久光、胡弓：新城清弘ほか
- 文楽「関寺小町」

浄瑠璃：豊竹呂勢太夫、三味線：鶴澤清治、ツレ：鶴澤藤蔵、人形：吉田和生、笛：藤舎名生、小鼓：藤舎呂船ほか
- 長唄「二人椀久」（ににんわんきゅう）

唄：東音 宮田哲男、東音 皆川健、三味線：東音 味見亨、囃子：堅田喜三久ほか
【第二部】
- 歌舞伎「平家女護島　俊寛」

中村芝翫、坂東彌十郎、中村児太郎、中村橋之助、市村橘太郎、中村東蔵ほか
第45回（2018年度）
【第一部】至芸競演
- 筝曲｢御代万歳」

唄と箏：山勢松韻、中能島弘子、唄と三絃：山登松和、田中奈央一、囃子：福原徹　ほか
- 義太夫「傾城恋飛脚　新口村の段」

浄瑠璃：竹本駒之助、三味線：鶴澤津賀寿
- 舞踊 上．長唄「木賊刈」

立方：花柳壽應
- 舞踊 下．清元「鳥刺し」

立方：西川扇藏（十世）ほか
【第二部】
- 歌舞伎「源平布引滝　実盛物語」

松本幸四郎、中村壱太郎、上村吉弥、松本錦吾、中村亀鶴
第46回（2019年度）
- 箏曲　「越天楽変奏曲」

箏独奏：牧瀨裕理子、演奏：宮城合奏団、尺八：山本邦山、青木鈴慕、フルート：高市紀子、笙：高原聰子、打楽器：望月晴美、藤舎朱音、福原千鶴
- 舞踊　清元　「四季三葉草」

翁：花柳壽應、三番叟：花柳壽輔、千歳：花柳ツル、浄瑠璃：清元美寿太夫、三味線：清元美治郎ほか、囃子：藤舎呂船ほか
- 狂言　「髭櫓」大蔵流

山本東次郎、山本泰太郎、山本則孝、山本凛太朗　ほか
- 文楽座特別出演による
歌舞伎「義経千本桜」一幕　四段目切　川連法眼館の場

尾上菊之助、中村梅枝、尾上菊市郎、中村萬太郎、中村時蔵
文楽座：浄瑠璃：豊竹咲太夫、三味線：鶴澤燕三、ツレ：鶴澤燕二郎